# Фридрих Фердинанд (герцог Глюксбургский)
Фридрих Фердинанд Георг Кристиан Карл Вильгельм Шлезвиг-Гольштейн-Зондербург-Глюксбургский (нем. Friedrich Ferdinand Georg Christian Karl Wilhelm von Schleswig-Holstein-Sonderburg-Glücksburg; 12 октября 1855, Киль, Гольштейн-Глюкштадт — 21 января 1934, Пшемкув, Нижнесилезское воеводство) — герцог Шлезвиг-Гольштейн-Зондербург-Глюксбургский в 1885—1931 годах, герцог Шлезвиг-Гольштейнский в 1931—1934 годах, прусский генерал кавалерии (16 июня 1913, почетный чин).

## Биография
Фридрих Фердинанд родился 12 октября 1855 года в городе Киль. Он был старшим сыном и вторым ребёнком в семье принца Фридриха Шлезвиг-Гольштейн-Зондербург-Глюксбургского и его жены Аделаиды Шаумбург-Липпской. Мальчик появился на свет через одиннадцать месяцев после того, как родители после развода поженились во второй раз.
В 1931 году, после того, как ушел из жизни Альберт Шлезвиг-Гольштейнский, Фридрих Фердинанд унаследовал его титулы герцога Августенбургского и герцога Шлезвиг-Гольштейнского и стал главой дома Ольденбургов.
Самого герцога не стало 21 января 1934 года. Он пережил свою супругу Каролину Матильду на два года. Оба похоронены на семейном кладбище Луизенлунда.

## Семья и дети
В возрасте 29 лет Фридрих Фердинанд женился на 25-летней принцессе Каролине Матильде Шлезвиг-Гольштейн-Зондербург-Августенбургской, родной сестре императрицы Августы Виктории. Свадьба состоялась 19 марта 1885 в Примкенау. В ноябре умер его отец, и Фридрих Фердинанд унаследовал титул герцога Шлезвиг-Гольштейн-Зондербург-Глюксбургского. 31 декабря родилась их первая дочь.
Всего у супругов было шестеро детей:
- Виктория Аделаида (1885—1970) — супруга герцога Саксен-Кобург-Готского Карла Эдуарда, имела с ним пятеро детей;
- Александра Виктория (1887—1957) — супруга принца Пруссии Августа Вильгельма, имела с ним единственного сына;
- Елена Аделаида (1888—1962) — супруга принца Дании Харальда, имела с ним пятеро детей;
- Адельгейда (1889—1964) — супруга князя Сольмс-Барутского Фридриха, имели пятеро детей;
- Вильгельм Фридрих (1891—1965) — титулярный герцог Шлезвиг-Гольштейнский в 1934—1965 годах, был женат на Марии Мелите Гогенлоэ-Лангенбургской, имел с ней четверо детей;
- Каролина Матильда (1894—1972) — супруга графа Сольмс-Барутского Ганса, имела с ним трех детей.